# Собеский, Якуб
Яку́б Собе́ский (пол. Jakub Sobieski; 5 мая 1590, Жолква — 23 июня 1646, Жолква) — государственный и военный деятель Речи Посполитой, польский магнат, краковский каштелян, отец короля Яна Собеского.

## Биография
Представитель польского шляхетского рода Собеских герба Янина. Сын каштеляна и воеводы любельского Марека Собесского (ок. 1550 — 1605) от первого брака с Ядвигой Снопковской (1556/1559 — 1588/1589). Благодаря браку с наследницей рода Даниловичей Софией Теофилой унаследовал владения её деда, гетмана великого коронного Станислава Жолкевского, включая Жолковский замок и сам город Жолква.
Якуб Собеский учился в краковской и замойской академиях (1604—1606). Весной 1607 года он отправился во Францию, где продолжил своё образование в Париже в течение четырёх лет. Читал труды древних и современных авторов, поэтов, юристов и историков. Изучил французский, итальянский и испанский языки, а также узнал культуру и обычаи во Франции. Принимал участие в общественной жизни, посещал французский королевский двор, где был принят Генрихом IV, был свидетелем его убийства, присутствовал на похоронах и коронации нового короля — Людовика XIII. Также путешествовал по Англии, Голландии и Западной Германии. В феврале 1611 года Якуб Собеский отправился в длительное путешествие, во время которого посетил Испанию, Португалию, Южную Францию, Савойю, Италию (провёл зиму 1612 года в Риме) и Австрию. Во время своей поездки встречался с английским королём Яковом I Стюартом, голландским штатгальтером Морицем Оранским, испанским королём Филиппом III, папой римский Павлом V, германским императором Матвеем I, познакомился со многими европейскими учёными, политиками, дворянами и военачальниками. Якуб Собеский вёл путевой дневник, в котором описывал своё путешествие.
В молодости Якуб Собеский путешествовал по всей Европе, в том числе в 1611 году посетил Лион. После возвращения на родину его влияние стало возрастать. Занимал ряд крупных государственных должностей в Речи Посполитой. Ему принадлежало восемь староств, с которых он получал большой доход, возвышая положение рода Собеских. В 1623—1632 годах семь раз избирался послом на сеймы. В 1623, 1626, 1628 и 1632 годах Якуб Собеский четыре раза избирался маршалком сейма.
Был очень внимателен в своих советах и пользовался большим уважением. Являлся членом многочисленных комитетов, часто выступал в качестве посредника или в качестве защитника детей-сирот. В целом поддерживал королевскую политику, но всегда защищал интересы дворянства и выступал за религиозную терпимость.
В 1617—1618 годах дворянин королевский Якуб Собеский участвовал в неудачной военной кампании польского королевича Владислава Вазы на Русское государство, в ходе которой вел дневник. Во время боёв под Москвой получил ранение. В 1618 году участвовал в переговорах и заключении Деулинского перемирия с Русским государством. В 1621 году принимал участие в разгроме турецко-татарской армии в битве под Хотином. В последующие годы участвовал почти во всех войнах Речи Посполитой против русских, турок, крымских татар, шведов и восставших украинских казаков. В 1635 году Якуб Собеский принимал участие в заключении Штумсдорфского перемирия со Швецией. Входил в состав военного совета при короле Владиславе IV Вазе (1632—1648).
Во время Хотинской битвы Якуб Собеский вёл дневник, который послужил основным источником для эпической поэмы Вацлава Потоцкого. Также составил на латыни поучение сыновьям.
В 1646 году получил звание каштеляна краковского, которое считалось самой высшей светской государственной должностью в Речи Посполитой. Незадолго перед смертью вступил в конфликт с королём Владиславом IV и выступил против запланированной им войны с Турцией.
23 июня 1646 года 56-летний каштелян краковский Якуб Собеский скончался от сердечного приступа в своем имении — Жолкве. Похоронен в Лаврентьевском костёле.

## Должности
Занимаемые должности — дворянин королевский (1617), великий кравчий коронный (1627), великий подчаший коронный (1636), воевода белзский (1638—1641) и русский (1641—1646), краковский каштелян (1646), староста теребовельский, красноставский, яворовский, стрыйский, калушский, барский, тухольский и гневский.

## Семья
Якуб Собеский был дважды женат. В 1620 году первым браком женился на Марианне Вишневецкой (1600—1624), старшей дочери воеводы белзского и русского князя Константина Вишневецкого (1564—1641) и Анны Загоровской, от брака с которой имел двух дочерей, которые умерли во младенчестве.
В 1627 году вторично женился на Софии Теофиле Данилович (1607—1661), дочери воеводы русского Яна Даниловича (ок. 1570—1628) от второго брака с Софией Жолкевской.
Дети:
- Марек (24 мая 1628 — 3 июня 1652), староста яворовский и красноставский
- Ян III (17 августа 1629 — 17 июня 1696), король Речи Посполитой (1674—1696), выдающийся польский полководец
- София (19 марта 1630 — умерла в детстве)
- Екатерина (7 января 1634 — 29 сентября 1694), 1-й муж с 1650 года воевода сандомирский и краковский, ординат острожский князь Владислав Доминик Заславский (1616—1656), 2-й муж с 1658 года гетман польный литовский и подканцлер литовский князь Михаил Казимир Радзивилл (1625—1680)
- Анна Розалия (5 августа 1636 — 16 февраля/12 марта 1655), монахиня бенедиктинского монастыря во Львове
- Станислав (29 марта 1638 — умер во младенчестве)
- Станислав (16 сентября 1641 — умер во младенчестве)